# عزيز خان المكري
عزيز خان المكري (المعروف أيضاً باسم عزيز خان سردار) ، كان رجل دولة من أصل كردي خدم لأكثر من 50 عامًا كرئيس للجيش الإيراني في عهد ناصر الدين القاجاري. تزوجت ابنته الوحيدة فاطمة من أحد النبلاء وهو أحمد آغا الخاني.